# Gymnophryxe modesta
Gymnophryxe modesta är en tvåvingeart som beskrevs av Herting 1973. Gymnophryxe modesta ingår i släktet Gymnophryxe och familjen parasitflugor. Inga underarter finns listade i Catalogue of Life.